# Hand in My Pocket
Hand in My Pocket è un singolo pubblicato da Alanis Morissette in CD nel 1995 per la casa discografica Maverick Records, secondo estratto dall'album Jagged Little Pill. È stato inserito come il secondo numero uno nella "Billboard's U.S. Modern Rock Tracks chart".

## Il singolo
Hand in My Pocket è stata scritta da Alanis Morissette e Glen Ballard per il terzo album della Morissette Jagged Little Pill. Nel brano, la protagonista discute dei problemi e delle preoccupazioni che incontra, ma si concentra nel trovare un modo per rimanere calma e determinata.
Hand in My Pocket venne utilizzata nell'episodio pilota, mai andato in onda, di Dawson's Creek. In seguito la Morissette decise di non far utilizzare un suo brano come tema del serial, pur se questo venne in seguito realizzato.
Nel 2005 è stata pubblicata una versione acustica del brano.

## Classifiche
| Chart (1995)                          | Peak position |
| ------------------------------------- | ------------- |
| UK                                    | 26            |
| U.S. Billboard Adult Top 40           | 25            |
| U.S. Billboard Mainstream Rock Tracks | 8             |
| U.S. Billboard Modern Rock Tracks     | 1             |
| U.S. Billboard Top 40 Mainstream      | 4             |
| U.S. Billboard Adult Contemporary     | 30            |
| Spagna                                | 7             |
| Francia                               | 39            |
| Olanda                                | 86            |
| Svezia                                | 45            |
| Australia                             | 13            |
| Nuova Zelanda                         | 7             |
| Canada                                | 1             |